# Romanistan

Flaga Romów, oficjalny symbol narodowy Romów uznany przez wiele międzynarodowych organizacji

Romanistan, Romastan lub Romanestan – nazwa proponowanego państwa dla Romów.
Józef Kwiek w 1934 zwrócił się do Ligi Narodów z prośbą o przyznanie Romom terenów na południu Afryki, na obszarze dzisiejszej Namibii. Michał II proponował utworzenie takiego organizmu w Indiach, które uznawał za właściwą ojczyznę ruchu cygańskiego. Również Michał II poszukiwał dla Romów miejsca w Afryce, za szczególnie korzystną dla akcji osadniczej uznając Ugandę. Janusz Kwiek widział z kolei możliwość państwowotwórczej aktywności Romów na terytorium podbitej przez wojska faszystowskich Włoch Etiopii. Wzywał też do przyznania Romom reprezentacji w Lidze Narodów. Zdarzały się także projekty umiejscawiające proponowane państwo romskie w Europie, chociażby na Polesiu.
We wczesnych latach pięćdziesiątych przywódcy romscy wystąpili do Organizacji Narodów Zjednoczonych o utworzenie własnego państwa w Bir Tawil, ale ich petycja została odrzucona. Stworzenie takiego państwa zasugerowali także przywódcy Partii na rzecz całkowitej emancypacji Romów Macedonii (mac. Партија за целосна еманципација на Ромите од Македонија, Partija za Celosna Emancipacija na Romite od Makedonija, PCERM) w marcu 1993 roku.